# « Q »
Singles de AAA
Let it beat!
(2006) Chewing Gum
(2006)
« Q » est le 10e single du groupe AAA sorti sous le label Avex Trax le 6 septembre 2006 au Japon. Il atteint la 10e place du classement de l'Oricon et reste classé 4 semaines, pour un total de 14 809 exemplaires vendus.
« Q » a été utilisé comme thème musical pour le Japan High School Quiz Championship. La chanson principale est présente sur la compilation Attack All Around, sur l'album remix AAA Remix ~non-stop all singles~, ainsi que sur l'album All et le mini album All/2.

## Liste des titres
| 1. | « Q »                     | m.c.A・T | Ueno Keichi | 4:17 |
| 2. | Hallelujah (Live version) | Naho     | H-Wonder    | 3:58 |
| 3. | « Q » (instrumental)      | m.c.A・T | Ueno Keichi | 4:13 |

| 1. | « Q » |  |

## Interprétation à la télévision
- Music Fighter (9 septembre 2006)